# 闪电涡螺
闪电涡螺（学名：Fulgoraria rupestris），是新腹足目涡螺科闪电涡螺属的一种。主要分布于中国大陆、台湾，常栖息在潮下带。